# Репик, Алексей Евгеньевич
Алексе́й Евге́ньевич Ре́пик (род. 27 августа 1979, Москва) — российский предприниматель, инвестор, ресторатор и общественный деятель. Председатель Общероссийской общественной организации «Деловая Россия» (с 2019 года, с 2014 по 2019 год — Президент «Деловой России»).
Основатель и бывший председатель совета директоров группы компаний «Р‑Фарм». По данным Forbes за 2023 год, в списке российских миллиардеров Алексей Репик занимает 45-е место с состоянием 2,9 млрд долларов.

## Биография
Алексей Репик родился 27 августа 1979 года в Москве. Отец — ученый-физик, доктор физико-математических наук Евгений Репик, мать — кандидат технических наук Валерия Репик.
В 2003 году окончил Национальный исследовательский университет «Высшая» школа экономики" по специальности «Экономика и управление предприятием». В годы учебы познакомился с будущим председателем РСПП Александром Шохиным, а также рядом преподававших в университете ведущих российских экономистов.
С 1995 года работал в области здравоохранения и фармацевтики. Сразу после школы, оконченной экстернатом в 15 лет, устроился в компанию «Росмедокмплект», где предложенная Репиком модель взаимодействия с представителями «большой» международной фармы, прежде всего, в вопросах этики ведения бизнеса, позволила только за первый год увеличить оборот компании в десятки раз.
В 2001 году основал группу компаний «Р-Фарм», изначально дистрибутора передовых зарубежных препаратов, которая в 2010-х годах превратилась в крупнейшего российского разработчика, производителя и поставщика лекарств, специализирующегося на продуктах для терапии онкологических, противовирусных, орфанных заболеваний и, в том числе, создающего собственные оригинальные препараты для мирового фармрынка.
В 2010-х годах стал одним из идеологов создания на территории Ярославской области Ярославского фармацевтического кластера.
В 2014 году был избран Президентом общероссийской общественной организации «Деловая Россия». В этом же году возглавил Российско-японский деловой совет при Торгово-промышленной палате РФ (в 2019 году также возглавил Российско-Азербайджанский деловой совет) и вошёл в состав Наблюдательного совета АНО «Агентство стратегических инициатив по продвижению новых проектов». В 2016 году вошёл в состав Совета по стратегическому развитию и национальным проектам при Президенте РФ.
В 2018 году создал торговый дом «Рятико», в числе прочего занимающийся поставками в Россию премиальных алкоголя и БАДов, оставаясь его владельцем до продажи в 2024 году 100 % акций «Рятико» предпринимателю Игорю Рыбакову.
В 2020 году в качестве председателя «Деловой России» выступал одним из разработчиков программы мер поддержки малого и среднего бизнеса (МСП), которые направлены российским предпринимательским сообществом премьер-министру России Михаилу Мишустину.
В 2021 году стал единственным владельцем ресторана Twins Garden. По словам Репика, с бывшими владельцами братьями Березуцкими (Иван и Сергей) он был намерен развивать другие проекты, включая агро- и гастротуризм, в частности, инвестируя около двух млрд рублей в гастротуристическую ферму Березуцких в селе Охотино Ярославской области.
В 2022 году сложил с себя полномочия председателя совета директоров группы компаний «Р-Фарм» и продал все связанные с «Р-Фарм» активы.

## Инвестиции в науку и развитие предпринимательства
В 2009 году Репик организует в Ярославской области «стипендиальный проект» — выплату именных стипендий «Р-Фарм» для лучших студентов профильных вузов, позволяющих талантливым молодым людям полностью сосредоточиться на учебном процессе, не отвлекаясь на необходимость подработок. При этом трудоустройство в «Р-Фарм» не является обязательным условием программы. Впоследствии эта инициатива распространена на другие регионы.
Начиная с 2010-х годов оказывает финансовую и организационную поддержку Всероссийской студенческой фармацевтической олимпиаде, Химико-олимпийским играм, Фармацевтическому лагерю инноваций ФИЛИН, Всероссийскому фестивалю науки, движению «Молодые профессионалы» (ранее — WorldSkills Russia).
В ноябре 2020 года Алексей Репик объявил об учреждении венчурного фонда «Молодежная предпринимательская инициатива» с общим капиталом в 1 млрд рублей для работы в связке с цифровой платформой Агентства стратегических инициатив «Конструкториум», созданный для поддержки юных предпринимателей возрастом от 14 до 24 лет. По словам бизнесмена, размер грантов составит от 500 тыс. рублей до 50 млн рублей.

## Общественная деятельность
Алексей Репик долгие годы ведет активную общественную деятельность, направленную на представление интересов российского бизнес-сообщества, улучшение инвестиционного климата России и создания дополнительных условий для развития экономики страны.
С 2012 года является сопредседателем по международной деятельности Общероссийской общественной организации «Деловая Россия». В сентябре 2014 года был избран президентом, а в октябре 2019 года — председателем «Деловой России». С 2014 года входит в состав Наблюдательного совета АНО «Агентство стратегических инициатив по продвижению новых проектов». В 2014–2017 годах включен в состав Общественной палаты РФ и является председателем Комиссии по вопросам инвестиционного климата. С 2015 года входит в состав совета директоров АО «Федеральная корпорация по развитию МСП». С 2016 года входит в состав Совета по стратегическому развитию и национальным проектам при Президенте Российской Федерации.
Алексей Репик занимает должности сопредседателя Комиссии РСПП по фармацевтической и медицинской промышленности, представителя (общественного омбудсмена) Уполномоченного по защите прав предпринимателей, председателя российско-японского и российско-азербайджанского Деловых советов. Является членом ряда координационных и экспертных советов Правительства РФ и других госорганов.
В 2024 году выступал доверенным лицом кандидата в президенты России Владимира Путина.

## Семья
Женат на дизайнере Полине Репик. Три дочери и сын: Валерия, Полина, Анна и Максим.

## Награды
В 2020 году награжден медалью ордена «За заслуги перед Отечеством» II степени, в 2022 году — медалью ордена «За заслуги перед Отечеством» I степени.
За поддержку образовательным, социальным, культурным и спортивно-оздоровительным проектам в России отмечен Благодарственным письмом Президента РФ, Благодарственным письмом Председателя Правительства РФ. В 2024 году удостоен звания «Заслуженный экономист России».
В ноябре 2014 года выбран победителем российского национального этапа ежегодного международного конкурса «Предприниматель года» (Entrepreneur Of The Year Award), организуемого компанией Ernst&Young, и летом 2015 года представлял Россию в итоговом международном состязании «Предприниматель года», которое прошло в Монте-Карло.

## Расследования в СМИ
В 2022 году вышло расследование журналистов изданий «Важные истории» и Der Spiegel, в котором, в частности, утверждалось, что одна из офшорных компаний Алексея Репика владеет бизнес-джетом Bombardier Global 5000 с бортовым номером M-FINE. Согласно журналистским данным, этим бортом пользовалась младшая дочь Владимира Путина Катерина Тихонова. В свою очередь, комментируя расследование, представители предпринимателя отметили, что самолет находится в управлении специализированных авиакомпаний, обеспечивающих его эксплуатацию, обслуживание и загрузку чартерными рейсами для компенсации расходов, и что соотношение собственных полетов и чартерных рейсов составляет 20% и 80% соответственно.
В начале 2023 года журналисты The Insider сообщили, что компания «Рятико» завезла в Россию около 800 бутылок премиальных вин стоимостью около 1 млн рублей за бутылку, и что эти поставки могли осуществляться в обход санкций Евросоюза.
В вышедшем в 2023 году расследовании Scanner Project утверждается, что компания «Р-Строй», выступающая одним из застройщиков разрушенного в ходе боевых действий Мариуполя, может получать финансирование от компании «Пэтруско», принадлежащей матери Алексея Репика Валерии Даевой, и управляться бывшими бизнес-партнерами главы «Деловой России». Представители бизнесмена опровергли основные тезисы расследования.

## Санкции
8 февраля 2023 года, на фоне вторжения России на Украину, Репик был внесён в санкционный список Великобритании, так как компания «Р-Фарм» получала финансирование от Российского фонда прямых инвестиций, также отмечается что Репик владеет бизнес-джетом M-FINE, которым пользуется дочь Путина. Ранее, 19 октября 2022 года, Репик был внесён в санкционный список Украины так как «несет ответственность за материальную или финансовую поддержку действий, которые подрывают или угрожают территориальной целостности, суверенитету и независимости Украины». 24 февраля 2023 года попал под санкции Австралии. 19 мая 2023 года Репик попал в санкционный список Канады «близких соратников режима».